# Винчи (город)
Винчи (итал. Vinci) — итальянский город в Тоскане в окрестностях Флоренции, в пригороде которого родился Леонардо да Винчи. В доме, где он родился (приблизительно в 3 км от самого города), теперь располагается музей. Неплохо сохранилась укреплённая цитадель местных графов из рода Гвидо.
По состоянию на 31 декабря 2008 года насчитывает 14,3 тыс. жителей.
Покровителем коммуны почитается святой апостол Андрей, празднование 30 ноября.

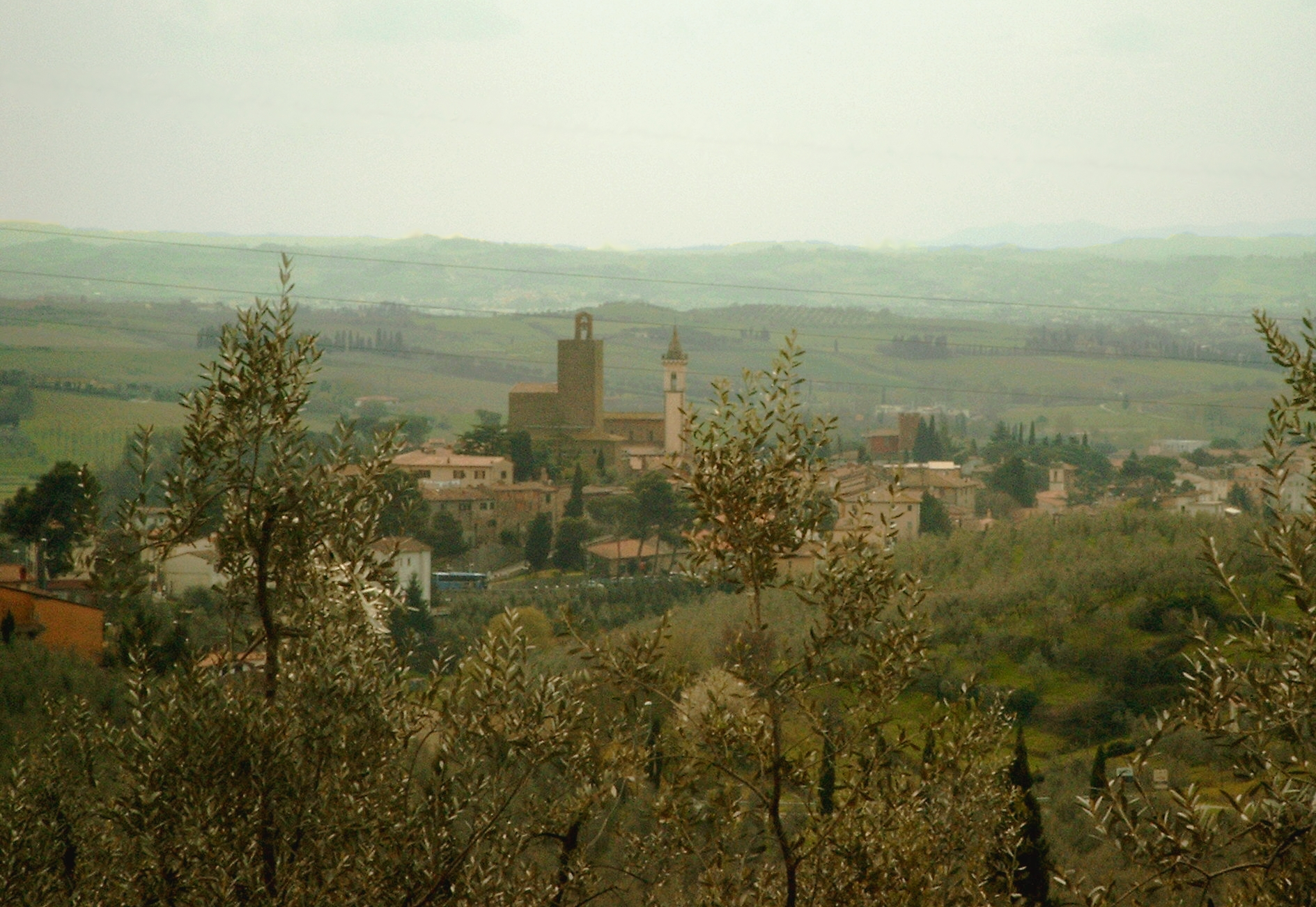
Панорама
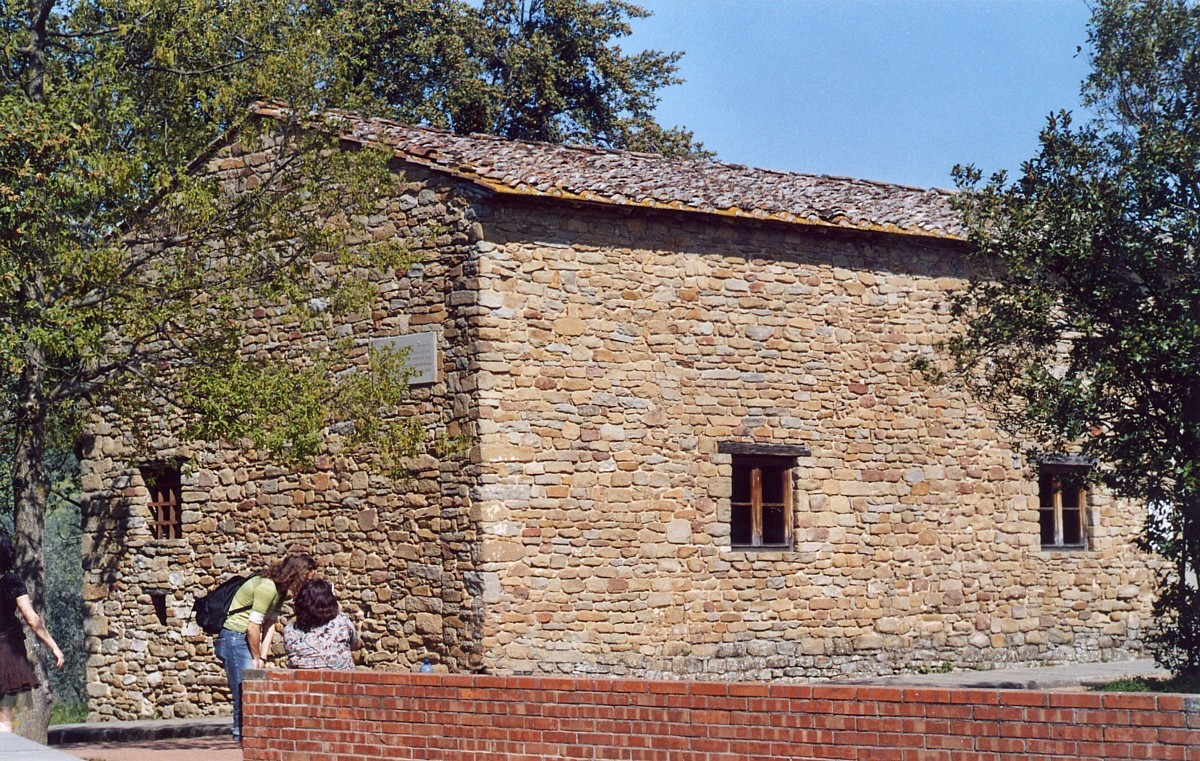
Дом Леонардо
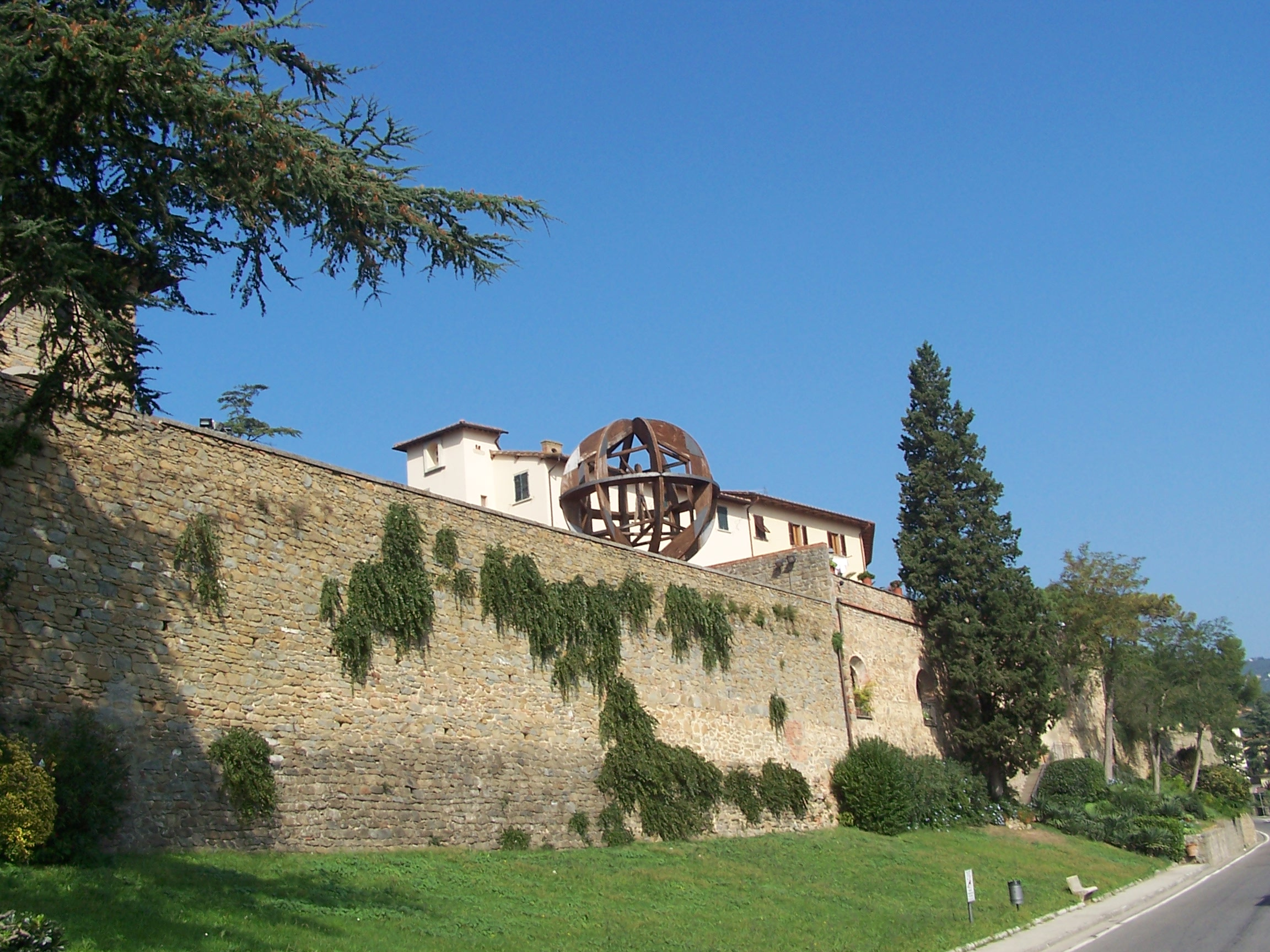
Городские стены
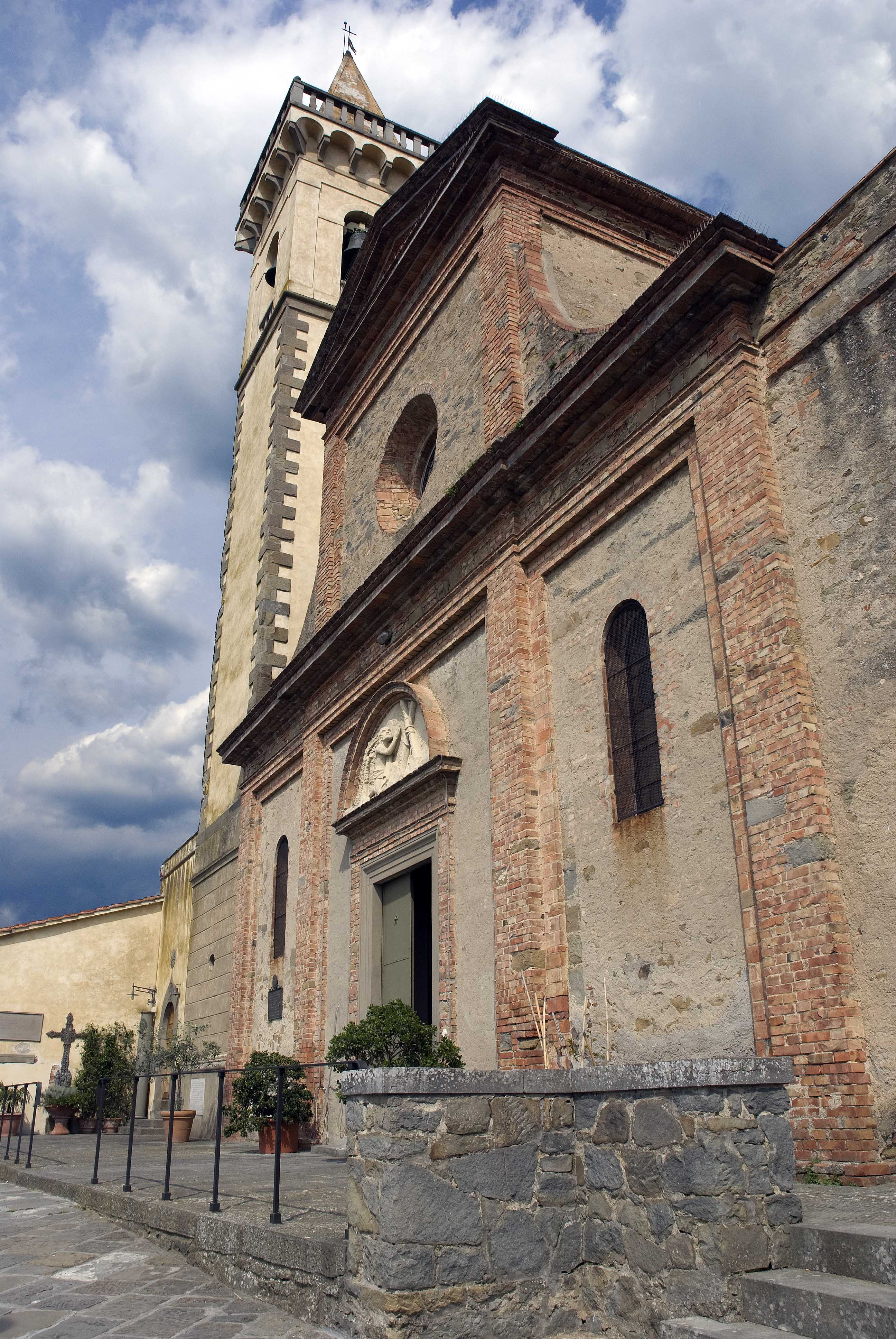
Церковь Санта-Кроче